# Trotomma sormandi
Trotomma sormandi es una especie de coleóptero de la familia Scraptiidae.

## Distribución geográfica
Habita en Túnez.